# Laura Bridgman
Laura Dewey Bridgman (Hanover, New Hampshire, 21 de dezembro de 1829 — 24 de maio de 1889) foi uma conhecida mulher estado-unidense surdo-cega, a primeira a estudar significativamente a língua inglesa, cerca de 50 anos antes de Helen Keller.
Laura nasceu sem qualquer deficiência mas, aos dois anos de idade, adoeceu com escarlatina, ficando surda-cega.
No ano de 1837 Laura foi para a Escola Perkins para Cegos.